# Sebastian Danchin
 (décembre 2023).
Pour les articles homonymes, voir Danchin.
Sebastian Danchin est un écrivain et producteur de musique né à Nancy, en Lorraine, en 1957.

## Biographie
Sa découverte des musiques populaires afro-américaines (blues, jazz, gospel, soul) au moment de l'enfance, par le biais des émissions de Sim Copans sur Radio France, l'incite à partir aux États-Unis où il est guitariste à Chicago[source secondaire souhaitée] au sein de diverses formations (Little Milton, Son Seals, Lacy Gibson, Junior Wells…) au cours de la seconde moitié des années 1970. Sa présence au quotidien dans le ghetto du South Side lui permet parallèlement de mener des recherches d'ethno-sociologie[source secondaire souhaitée] à la suite desquelles il rédige et soutient un doctorat d'état à son retour en France[source secondaire souhaitée].
À la suite d'un emploi de producteur à FR3 Lorraine de 1980 à 1982, il dirige la filiale française d'un éditeur suisse (1983-1984) avant d'intégrer la station de service public de Radio France Nancy en qualité de directeur des programmes (1985-1989)[source secondaire souhaitée].
Producteur indépendant, il signe plusieurs séries d'émissions pour le compte des Ateliers de Création de Radio France[source secondaire souhaitée].
Dans le même temps, Danchin publie divers ouvrages consacrés à la musique afro-américaine et entame une carrière de producteur pour le disque en prenant la direction du label Miss You (Bobby Few, Jean-Pierre Catoul, Steve Houben, Francis Lockwood). Sa carrière de directeur artistique prend son envol en 2000 par le biais de sa collaboration avec Jean-Jacques Milteau qu'il fait signer chez Universal Jazz.
Tout en continuant à travailler aux côtés de Milteau comme avec divers artistes de blues et de soul (Mighty Mo Rodgers, Joe Louis Walker, Demi Evans), il publie une Encyclopédie du Rhythm & Blues et de la Soul (Fayard, 2002) qui fait depuis référence[source secondaire nécessaire], signe une étude consacrée à Elvis (Elvis Presley ou la revanche du Sud, Fayard, 2004), et prend la direction artistique du Nice Jazz Festival[réf. souhaitée] auprès de la productrice Viviane Sicnasi de 2001 à 2007. Il retrouve ainsi l’univers des festivals, connu au milieu des années 1970 à Nancy où il assurait la programmation des concerts blues et gospel[réf. nécessaire].
Programmateur des concerts de blues à la Cité de la Musique en 2005, il assure parallèlement la direction artistique du festival de blues de Sochaux (2005-2008), avant de prendre la direction artistique du Paris Jazz Festival auprès de Pierrette Devineau de 2009 à 2018, le tandem qu’il forme avec Pierrette Devineau  s’est enrichi en 2015 avec l’arrivée du fondateur de la manifestation, Franck Marchal. Il assure dans le même temps la présidence des Victoires du Jazz de 2014 à 2021[source secondaire souhaitée].
Historien, spécialiste du monde noir, Danchin a écrit dans les revues spécialisées (Living Blues, Soul Bag, Jazzman, Jazz News…) tout en publiant des ouvrages[source insuffisante]. Son expérience lui a permis de collaborer en tant que conseiller à la série The Blues de Martin Scorsese (2003)[source secondaire souhaitée] et d’écrire plusieurs documentaires pour la télévision[source secondaire souhaitée], en particulier une étude consacrée au premier Congrès des Artistes et Écrivains Noirs de 1956 intitulée Lumières noires (France 2, 2007), ou encore une étude de l’influence de l’Amérique sur la société française de l’après-guerre (La France Made in USA, Arte, 2007) en collaboration avec le réalisateur Bob Swaim.
Traducteur, il a adapté de l’américain plus de cent-dix romans[source secondaire souhaitée].

## Publications
- De Gaulle à Colombey. Refuge d'un romantique, éditions Serpenoise, 1990 (avec François Jenny)
- Voyage au Pays du Blues, éditions Clarb, 1994 (introduction)
- Les Dieux du Blues, éditions Atlas, 1995 (avec Philippe Margotin)
- Blues. Les Incontournables, Hachette Filipacchi, 1995 (collectif)
- Saints and Sinners - Religion, Blues and (D)evil in African-Américan Music and Literature, Liège 1996 (collectif, sous la direction de Robert Sacré)
- Blues Boy, University Press of Mississippi, 1998
- Musiques de Louisiane. Cajun Zydeco et Blues, éditions du Layeur, 1999
- Les Couleurs du blues, éditions du Layeur, 2000
- Earl Hooker. Blues Master, University Press of Mississippi, 2001
- Encyclopédie du Rhythm & Blues et de la Soul, éditions Fayard, 2002
- B.B. King, éditions Fayard, 2003
- Elvis Presley ou la Revanche du Sud, éditions Fayard, 2004
- Musique et Société, éditions Cité de la Musique, 2004 (collectif)
- Aretha Franklin. Portrait d’une Natural Woman, éditions Buchet Chastel, 2005, révisé et augmenté en 2018
- Memphis Blues, éditions du Chêne, 2005 (avec JJ Milteau)
- Muscle Shoals, capitale secrète du rock et de la soul, éditions Autour du Livre, 2007
- Connaissez-vous Elvis ?, éditions Marabout, 2007
- Billie Holiday - Le Roman d’une rebelle, Sony/Actes Sud, 2013
- Blues in the Mississippi Night, La Flûte de Pan, 2021 (introduction)
- Voyage au Pays du Blues, Le Mot et le Reste, 2022 (introduction)
- Les Mots de la musique, Fayard 2024 (collectif, sous la direction de Franck Médioni)